# Midila centralis
Midila centralis là một loài bướm đêm trong họ Crambidae.